# TVLM 513-46546
TVLM 513-46546とは、うしかい座の方向にあり、赤色矮星と褐色矮星の境界部分に位置するスペクトル分類がM9の超低温矮星である。閃光星で、波長が最も顕著に表れている。質量は木星の約80倍（太陽質量の8％）である。TVLM 513-46546には強い磁場がある。電波放射は惑星のオーロラと同様、広帯域な円偏波である.。電波の放出は周期的であり、バーストは7054秒ごとに100分の1秒の精度で放出されている。パルスの微妙な変動は、極低温矮星が極よりも赤道で速く自転していることを示唆している可能性がある（差動回転）。

## 惑星系
| 名称 （恒星に近い順） | 質量         | 軌道長半径 （天文単位） | 公転周期 (日) | 軌道離心率 | 軌道傾斜角 | 半径 |
| --------------------- | ------------ | ----------------------- | ------------- | ---------- | ---------- | ---- |
| b                     | 0.38±0.24 MJ | 0.3±0.0036              | 220.0±5.0     | 0          | 71.0±38.0° | —    |

2020年8月4日、TVLM 513-46546の周囲に公転周期が221±5日、質量が0.35−0.42木星質量の円軌道(e≃0)を持つ土星のような太陽系外惑星TVLM 513-46546 bが発見された。0.28−0.31天文単位離れた位置を公転しており、軌道傾斜角は71−88°である。惑星は、アストロメトリ法によって発見された。メキシコ国立自治大学のSalvador Curielらのグループによって8月5日にこの惑星の発見を示す論文がarXivに投稿された。なお、コア集積モデルでは超低温矮星の周囲で木星型惑星が形成されることは稀であるとされているが、どれだけTVLM 513-46546 bと同じような惑星が宇宙に存在しているかが今後の惑星形成論において重要になるとされている。